# Quercus acrodonta
Quercus acrodonta är en bokväxtart som beskrevs av Karl Otto von Seemen. Quercus acrodonta ingår i släktet ekar och familjen bokväxter. Inga underarter finns listade.
Arten förekommer i Kina i provinserna Guizhou, Shanxi, Henan, Yunnan, Gansu, Sichuan, Hubei och Hunan. Den växer i kulliga regioner och i bergstrakter mellan 300 och 2300 meter över havet. Arten ingår i skogar och den är städsegrön.
För beståndet är inga hot kända. Hela populationen anses vara stabil. IUCN listar arten som livskraftig (LC).